# Clyde (Kansas)
Clyde – miasto położone w Hrabstwie Cloud.